# Capilla de la Conversión de San Pablo (Mezquita-catedral de Córdoba)
La capilla de la Conversión de San Pablo se encuentra en el interior de la Mezquita-catedral de Córdoba, en Andalucía, España.

## Historia
La capilla fue construida durante el siglo XIII, a la vez que se estaba construyendo la capilla Real, en 1387. En un principio el espacio fue concedido a Elfa de la Torre para el enterramiento de su marido Pedro Muñiz de Godoy, maestre de la Orden de Santiago, por eso también fue conocida como capilla de los Muñices. De esta capilla no se tienen más noticias hasta 1505, cuando su pésimo estado de conservación la convierten en el vestuario para los prebendados que celebraban misa en la antigua capilla mayor, actual capilla de Villaviciosa. Por este motivo, el cabildo eclesiástico intenta derribarla un año más tarde, aunque un pleito de la familia hace que finalmente se interrumpa el proceso.
El heredero familiar en 1610 era Fernando Carrillo Muñiz de Godoy, presidente del Consejo de Hacienda, quien decide reconstruir la capilla. Las obras comenzaron el 12 de julio de 1610 que duraron unos años, hasta 1616, tal y como indica una inscripción en la fachada de la capilla. Su bóveda tiene cierta similitud con la de la capilla mayor del templo, aunque se desconoce su autor, en aquel momento era Blas de Masavel el maestro mayor de las obras, quien había trabajado junto el arquitecto cordobés Juan de Ochoa.
El 8 de noviembre de 2005 fue enterrado en la capilla José Antonio Infantes Florido, obispo de Córdoba entre 1978 y 1996, en un mausoleo de mármol realizado por los hermanos García Ruedacon la inscripción Donec occuramos omnes in unitatem fidei, "hasta que nos encontremos todos en la misma fe", debido a la defensa del ecumenismo del obispo. En 2014 comenzó la restauración de la capilla, en cuya intervención se invirtieron unos 300.000 euros, y cuyas obras concluyeron en 2016.

## Descripción

### Bóveda
El programa iconográfico de los lunetos consiste en la representación de las escenas de la Lamentación de San Pedro y Santiago peregrino, junto a los santos Gregorio Magno, Jerónimo, Ambrosio y Agustín, como Padres de la Iglesia occidental. Mientras, en las enjutas, sostenidas por niños atlantes, figuran San Juan Bautista, San Eulogio, San Juan Evangelista y Santo Tomás de Aquino. Por su parte, en el registro central se localiza la escena de la Coronación de la Virgen, flanqueada por dos ángeles que sostienen los escudos de la orden de Santiago, y cerrada en los extremos por los mártires cordobeses San Pelagio y Santa Flora.

### Relieves y retablo
En el exterior se aprecian dos grandes relieves de estuco relacionados con la conversión de San Pablo, mientras que en el centro se halla el escudo de Fernando Carrillo, refundador de la capilla. En el interior, junto al retablo, se encuentran los relieves de Santiago Matamoros y de San Luis, rey de Francia, bajo los cuales hay dos lienzos de los milagros de Jesús; mientras que en el muro opuesto se hallan dos relieves de San Luis, mártir de Córdoba, y de la Sagrada Familia, entre los cuales hay un lienzo de una Inmaculada Concepción.
Se desconoce la autoría del retablo, al igual que la escultura central de San Pablo, aunque parece tener relación con el ubicado en la iglesia de Nuestra Señora de Gracia de Guadalcázar, realizado por Felipe Vázquez de Ureta. El ático muestra una representación del martirio del santo.